# Áns saga bogsveigis

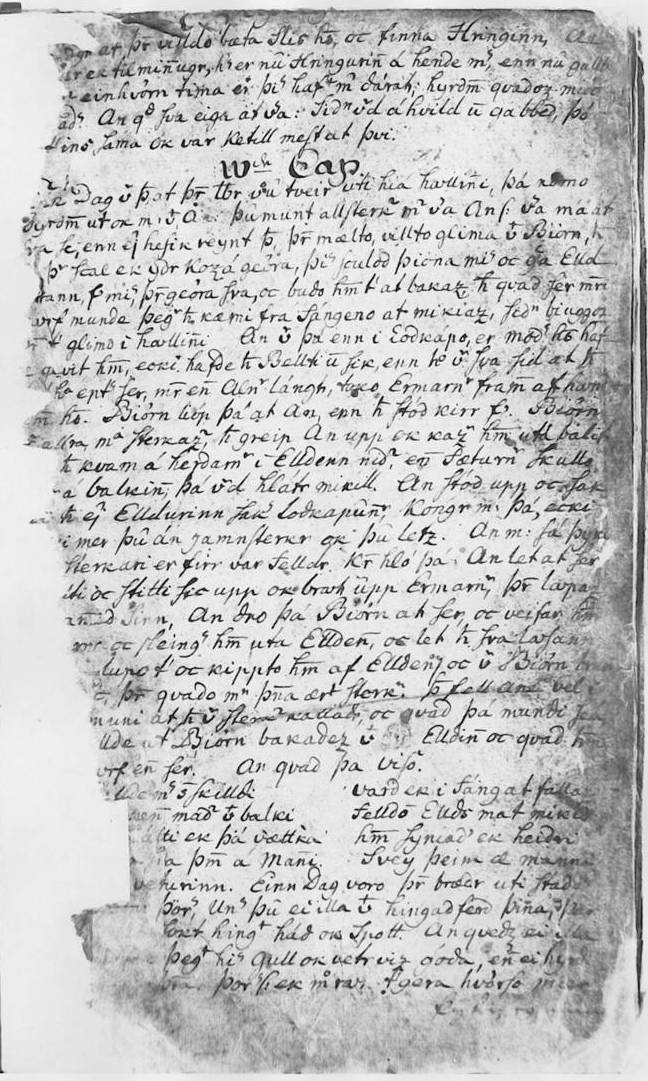
Áns saga bogsveigis in het Oudnoors

Áns saga bogsveigis is een van de legendarische sagas uit de Hrafnistumannasögur rond Ketil Höing en zijn familie. Het manuscript dateert waarschijnlijk uit het 3e kwart van de 15e eeuw; het is een aantal keren overgeschreven, er bestaan circa 45 exemplaren van.
De opzet en schrijfstijl is conform 13e-eeuwse familiesagen, maar dit verhaal is dus minder oud. In het verhaal wordt een vete beschreven tussen Án, de kleinzoon van Ketil Höing, en  Ingjald, koning van Namdalen, een gebied in Midden-Noorwegen.

## Bron en externe links
- De saga in het Oud-Noords